# Josef Doblhofer
Josef Doblhofer (* 1. April 1846 in Dobl, Gemeinde Utzenaich; † 12. April 1918 in St. Georgen bei Obernberg am Inn) war Landwirt und Abgeordneter zum Österreichischen Abgeordnetenhaus.

## Leben
Josef Doblhofer war Sohn des gleichnamigen Landwirts Josef Doblhofer († 1891). Ab 1877 wurde er durch eine Einheirat Landwirt (vulgo Moser zu Lautersbach) in Klingersberg (Gemeinde Weilbach). Im Jahr 1907 übergab er den Hof an seine Tochter und den Schwiegersohn.
Josef Doblhofer war von 1896 bis 1910 Mitglied im Oberösterreichischen Landtag (IX., X. und XI. Wahlperiode) im  Wahlbezirk Ried. Von 1894 bis 1897 und von 1900 bis 1906 war er Bürgermeister von Weilbach.
Er war Träger des Verdienstkreuzes der Eisernen Krone.
Er starb am 12. April 1918 im Alter von 72 Jahren an einer Arterienverkalkung.
Er war römisch-katholisch und ab 1877 verheiratet mit Anna Mayer, verwitwete Bangerl († 1881), mit der er zwei Töchter hatte. Nach ihrem Tod heiratete er 1881 Anna Schneebauer, mit der er drei Töchter hatte, wobei eine Tochter jung verstorben ist.

## Politische Funktionen
Josef Doblhofer war vom 27. März 1897 bis zum 30. März 1911 Abgeordneter des Abgeordnetenhauses im Reichsrat (IX., X. und XI. Legislaturperiode) und war dort in der IX. und X. Legislaturperiode für die Kurie Oberösterreich, Landgemeinden 5 (Ried, Obernberg, Haag, Braunau, Mattighofen, Mauerkirchen, Wildshut) und in der XI. Legislaturperiode für die Kurie Oberösterreich 9 (Landgemeinden Obernberg, Schärding) zuständig.

## Klubmitgliedschaften
Josef Doblhofer war ab 1897 Mitglied im Klub der Katholischen Volkspartei, ab 1901 im Zentrum-Klub und ab 1907 in der Christlichsozialen Vereinigung.